# Gesang der Jünglinge
Gesang der Jünglinge (literalment, "Cançó dels joves") és una de les obres més destacades de música electrònica del compositor avantguardista alemany Karlheinz Stockhausen. Es va realitzar entre 1955 i 1956 a l'estudi Westdeutscher Rundfunk a Colònia. Les parts vocals van ser confiades, amb només 12 anys, a Josef Protschka, que esdevindrà un referent.
El treball, que es descriu habitualment com "la primera obra mestra de la música electrònica" i com "una obra, en el sentit més emfàtic del terme", és significativa per la perfecta integració de sons electrònics amb la veu humana pel que fa a les ressonàncies de la veu amb l'altura, i per la creació de sons de fonemes electrònicament. D'aquesta manera, per primera vegada en la història es va aconseguir fusionar els dos mons oposats de la Elektronische Musik alemanya, purament generada electrònicament, i la Musique Concrète francesa, que transforma enregistraments d'esdeveniments acústics. Gesang der Jünglinge també destaca per l'ús de l'espacialitat; originalment el so estava mesclat en cinc canals, després va ser reduït a només quatre canals (mesclats a monoaural) i més tard en estèreo per a tenir un enregistrament comercial per a sortir al mercat.

## Història
A la tardor de 1954, Stockhausen va tenir la idea de compondre una Missa per a veus i sons electrònics. Segons el seu biògraf oficial, Stockhausen considera aquesta Missa com una obra sagrada escrita per convicció personal, i va demanar al seu mentor, el director de l'estudi electrònic WDR Herbert Eimert, escriure a l'oficina Diocesana de l'arquebisbe de Colònia per demanar permís perquè aquesta pogués ser estrenada a la Catedral de Colònia. La sol·licitud va ser denegada, ja que els altaveus no tenien cabuda a l'església i Stockhausen va quedar molt decebut. Tot i que no hi ha dubte sobre l'ambició de Stockhausen per a crear una Missa electrònica, ni de la frustració que va tenir per la manca de garantia que no seria sancionat per l'església per estrenar-ho en un lloc sagrat adequat, el cert és que "mai va fer un sol·licitud oficial a la Rectoria general de l'Arquebisbat de Colònia i, per tant, mai es va poder haver rebut una resposta oficial d'ells, fos quina fos.". D'altra banda, no hi ha proves que Eimert, que era protestant, hagués parlat mai del tema, ni tan sols de manera informal, amb Johannes Overath, l'empleat responsable de l'Arxidiòcesi de Colònia en aquell moment, de manera que la versió de la història presentada per Kurtz no pot sostenir-se sobre la base dels registres de l'època.

## Materials i forma
Hi ha tres tipus bàsics de materials utilitzats: tons sinusoidals generats electrònicament, els impulsos generats electrònicament (clics), i soroll blanc filtrat. A aquests materials s'hi afegeix la veu gravada d'un nen soprano, que incorpora elements dels tres tipus: les vocals són espectres harmònics, que poden ser concebuts com sons basat en tons sinusoidals; les fricatives i sons sibilants són com sorolls filtrats; i les oclusives s'assemblen als impulsos. Cada un d'ells pot estar compost al llarg d'una escala que va des d'esdeveniments discrets a "complexos" congregats i estructurats estadísticament. L'última categoria es produeix en la música electrònica de Stockhausen per primera vegada en Gesang der Jünglinge, i s'origina en el curs dels estudis que Stockhausen va tenir entre 1954 i 1956 amb Werner Meyer-Eppler a la Universitat de Bonn.
El text de Gesang der Jünglinge és extret d'una història bíblica en el Llibre de Daniel, on Nabucodonosor llança Xadrac, Meixac i Abed-Negó en un forn de foc però miraculosament en surten il·lesos i comencen a cantar lloances a Déu. Aquest text es presenta en una escala acuradament ideada de set graus de comprensió, una idea que també va venir de seminaris de Werner Meyer-Eppler.